# Croix-des-Bouquets
Croix-des-Bouquets, in creolo haitiano Kwadèbouke, è un comune di Haiti, capoluogo dell'arrondissement omonimo nel dipartimento dell'Ovest.